# Łotewscy posłowie do Parlamentu Europejskiego 2014–2019
Łotewscy posłowie VIII kadencji do Parlamentu Europejskiego zostali wybrani w wyborach przeprowadzonych 24 maja 2014.

## Lista posłów
Wybrani z listy Jedności
- Sandra Kalniete
- Aleksejs Loskutovs, poseł do PE od 24 stycznia 2019
- Kārlis Šadurskis, poseł do PE od 28 listopada 2018
- Inese Vaidere, poseł do PE od 1 listopada 2014

Wybrana z listy Związku Zielonych i Rolników
- Iveta Grigule

Wybrany z listy Socjaldemokratycznej Partii „Zgoda”
- Andrejs Mamikins

Wybrany z listy VL!–TB/LNNK
- Roberts Zīle

Wybrany z listy Rosyjskiego Związku Łotwy
- Miroslavs Mitrofanovs, poseł do PE od 5 marca 2018

Byli posłowie VIII kadencji do PE
- Valdis Dombrovskis (z listy Jedności), do 31 października 2014
- Tatjana Ždanoka (z listy Rosyjskiego Związku Łotwy), do 4 marca 2018
- Artis Pabriks (z listy Jedności), do 5 listopada 2018
- Arturs Krišjānis Kariņš (z listy Jedności), do 22 stycznia 2019